# Jastrowiec

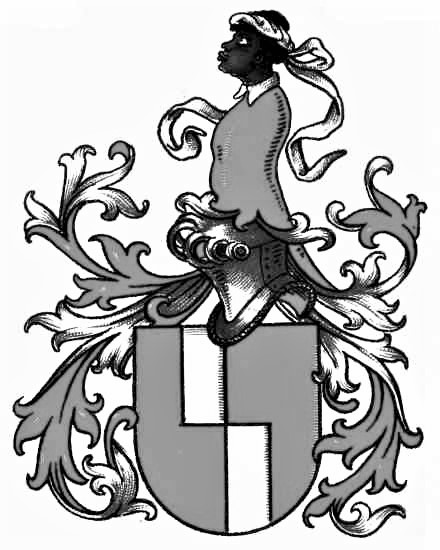
Herb Hansa von Czirn

Jastrowiec (niem. Lauterbach, Oberlauterbach) – wieś w Polsce położona nad rzeką Świekotką (niem. Lauter Bach) województwie dolnośląskim, w powiecie jaworskim, w gminie Bolków, na Pogórzu Kaczawskim (Pogórzu Złotoryjskim) w Sudetach.

## Położenie
Znajduje się na granicy Grzbietu Wschodniego (Pogórza Wojcieszowskiego) w Górach Kaczawskich i Rowu Świerzawy na Pogórzu Kaczawskim. Wieś znajduje się w odległości 8 km od Bolkowa, a jej długość około 1,3 km. Na zachodzie Jastrowiec sięga podnóży Bukowej, Jastrowiec otoczony jest użytkami rolnymi, a południowe wzgórza porastają lasy świerkowe z domieszką drzew liściastych. Na łąkach można spotkać kilka gatunków storczyków.

## Geologia
Wieś położona jest na górnokarbońskich mułowcach, zlepieńcach i piaskowcach. W dawnych kamieniołomach wapienia krystalicznego i łukach ilastych występują kryształy dolomitu i kwarcu dochodzące do 6 cm długości.

## Podział administracyjny
W latach 1975–1998 miejscowość administracyjnie należała do województwa jeleniogórskiego.

## Historia
Wieś powstała w połowie XIV w., jako posiadłość rycerska. W roku 1399 istniał tu już kościół parafialny. Jastrowiec był dawnym ośrodkiem wydobywania wapienia. W roku 1464 właścicielem wsi był Hans von Czirn. Od roku 1523 Jastrowiec jest związany z majątkiem w Pogwizdowie i Świnach i znajduje się pod zarządem von Schindela. W roku 1787 wieś była znajdowała się pod panowaniem hrabiego von Schlabrendorfa. Następnie majątkiem zarządzała wdowa po nim. Która 1 stycznia 1809 przekazała go córce Theresia von Hoyos-Sprintzenstein. Od roku 1909 właścicielem Jastrowca był szambelan królewski Stanislaus von Hoyos.
W kamieniołomach na Bukowej i Wapiennikach dawniej eksploatowano wapień. Kamień wypalany był w wapiennikach u podnóży wzniesień.
W 1946 r. w wyniku transferów niemiecka ludność wsi została osiedlona w środkowej Westfalii.

## Kalendarium
- 1371 – pierwsza wzmianka o wsi
- 3 marca 1654 – kościół z powrotem staje się katolicki (w czasach reformacji była to świątynia protestancka)
- 1825 – we wsi znajdują się: pałac, dwa folwarki, 74 domy, kościół katolicki (fila kościoła w Lipie), szkoła ewangelicka, 3 wapienniki, ewangeliccy mieszkańcy należeli do parafii w Pogwizdowie
- 1915 – we wsi znajdują się dwie gospody
- 1939 – wieś liczy 290 mieszkańców
- 1 maja 1946 – w Jastrowcu ukazuje się plakat, wzywający do zemsty na Niemcach w tym dniu, zapewniając jednocześnie bezkarność wszystkim tym, którzy się do tego przyczynią
- 1978 – we wsi jest 29 gospodarstw indywidualnych oraz PGR
- 1988 – we wsi jest 19 gospodarstw indywidualnych

## Historyczne nazwy wsi
- 1371 Lutribach
- 1677 Lauterbach
- 1816 Lauterbach Ober
- 1918 Ober Lauterbach
- 1945 Lakiernice
- od 1947 Jastrowiec

## Zabytki
Do wojewódzkiego rejestru zabytków wpisane są obiekty:
- kościół filialny pw. Niepokalanego Poczęcia Najświętszej Maryi Panny, budowla z kwadratowym prezbiterium nakrytym sklepieniem krzyżowo-żebrowym (wzmiankowany po raz pierwszy w 1399 roku) - XIV-XVIII w.
- cmentarz przy kościele Niepokalanego Poczęcia Najświętszej Maryi Panny
- zespół pałacowy, nr 3, z XVIII-XX wieku:
  - pałac, trzykondygnacyjny późnobarokowy, założony na planie prostokąta, z drugiej poł. XVIII wieku o cechach eklektyzmu. W 1809 roku przeszedł pod opiekę hrabiego von Hoyos[5]
  - oficyna, mieszkalna obok pałacu
  - park pałacowy
- zespół budynków folwarcznych przy zespole pałacowym nr 3, z drugiej połowy XIX w.:
  - dwa budynki bramne
  - dwa budynki mieszkalno-gospodarcze
  - trzy oficyny mieszkalne
  - budynek gospodarczy
  - duża wozownia
  - stodoła
  - obora, obecnie wytwórnia wód mineralnych.

## Inne obiekty
- Pomnik ofiar I wojny światowej

## Źródła wody mineralnej
W roku 1908 w ramach poszukiwań związanych z wodami w Bolkowie Zdroju, odkryto tutaj źródło. Nazwano je Źródło Marii (niem. Marie Quelle). Jest ono położone w okolicy pałacu. Pokłady tej wody są starsze o 3 mln lat od wód oligoceńskich. Woda ta to szczaw wodorowęglanowo-wapniowo-magnezowo-potasowy. Nigdy jednak nie powstało tutaj uzdrowisko. Po II wojnie światowej źródło stanowiło ujęcie wody dla miejscowego PGR, który zarządzał pałacem i zabudowaniami folwarcznymi.

## Turystyka
Wieś jest miejscowością agroturystyczną.

## Szlaki turystyczne
- czerwony – Szlakiem Zamków prowadzący z Bolkowa do Bolkowa przez wsie: Wolbromek, Kłaczyna, Świny, Gorzanowice, Jastrowiec, Lipa, Muchówek, Radzimowice, Mysłów, Płonina, Pastewnik Górny, Wierzchosławice.